# کارلوس آرائوخو
کارلوس آرائوخو (انگلیسی: Carlos Araujo؛ زادهٔ ۱۹ نوامبر ۱۹۸۱) بازیکن فوتبال اهل آرژانتین است.
از باشگاه‌هایی که در آن بازی کرده‌است می‌توان به باشگاه فوتبال آ. ا. ک آتن، باشگاه فوتبال لانوس، باشگاه فوتبال استودیانتس، باشگاه فوتبال نیولز اولد بویز، باشگاه فوتبال راسینگ کلوب آویاندا، و باشگاه فوتبال اتلتیکو هوراکان اشاره کرد.
وی همچنین در تیم ملی فوتبال زیر ۲۰ سال آرژانتین بازی کرده‌است.